# Nuoto ai Giochi della XI Olimpiade - Staffetta 4x200 metri stile libero maschile
La competizione della staffetta 4x200 metri stile libero maschile di nuoto dei Giochi della XI Olimpiade si è svolta nei giorni 10 e 11 agosto 1936 al Berlin Olympic Swim Stadium

## Risultati

### Batterie
10 agosto 1936 ore 10:30
Le prime due di ogni serie più le due migliori delle escluse furono ammesse alla finale.
| Pos. | Nazione   | Atleti                                                                              | Tempo   |
| ---- | --------- | ----------------------------------------------------------------------------------- | ------- |
| 1    | Francia   | Artem Nakache Christian Talli René Cavalero Jean Taris                              | 9'21"7  |
| 2    | Canada    | Munroe Bourne Bob Hamerton Robert Hooper Bob Pirie                                  | 9'40"0  |
| 3    | Brasile   | Aluizio Lage Leônidas da Silva Manoel Villar Isaac Morais                           | 9'42"5  |
| 4    | Filippine | Jikirum Adjaluddin Arsad Alpad Nils Christiansen José Obial                         | 9'45"8  |
| 5    | Bermuda   | Edmund Cooper Leonard Spence Dudley Spurling John Young                             | 10'50"5 |
| 6    | Grecia    | Richardos Mprousalīs Spyridon Mavrogiorgos Panagiōtīs Provatopoulos Angelos Vlakhos | 10'51"0 |

| Pos. | Nazione       | Atleti                                                                  | Tempo   |
| ---- | ------------- | ----------------------------------------------------------------------- | ------- |
| 1    | Stati Uniti   | Paul Wolf Jack Medica Ralph Gilman Charles Hutter                       | 9'10"4  |
| 2    | Ungheria      | Árpád Lengyel Oszkár Abay-Nemes Ödön Gróf Ferenc Csik                   | 9'20"8  |
| 3    | Gran Bretagna | Mostyn Ffrench-Williams Romund Gabrielsen Bob Leivers Norman Wainwright | 9'30"8  |
| 4    | Danimarca     | Poul Petersen Jørgen Jørgensen Aage Hellstrøm John Christensen          | 9'39"6  |
| 5    | Austria       | Herbert Hnatek Franz Seltenheim Edmund Pader Günther Zobernig           | 10'58"4 |
| 6    | Lussemburgo   | Boyty Staudt Pierre Hastert Marcel Neumann Georges Tandel               | 10'59"8 |
| -    | Polonia       | Kazimierz Bocheński Helmut Barysz Joachim Karliczek Ilja Szrajbman      | DQ      |

| Pos. | Nazione    | Atleti                                                           | Tempo   |
| ---- | ---------- | ---------------------------------------------------------------- | ------- |
| 1    | Giappone   | Masanori Yusa Shigeo Sugiura Masaharu Taguchi Shigeo Arai        | 8'56"1  |
| 2    | Germania   | Werner Plath Wolfgang Heimlich Hermann Heibel Helmuth Fischer    | 9'21"4  |
| 3    | Svezia     | Björn Borg Sten-Olof Bolldén Sven-Pelle Pettersson Gunnar Werner | 9'35"3  |
| 4    | Jugoslavia | Draško Vilfan Tone Gazzari Zmaj Defilipis Tone Cerer             | 9'40"3  |
| 5    | Egitto     | Said Higazi Ibrahim Fadl Mahmoud Kadri Saad El-Din Zaki          | 10'05"3 |

### Finale
11 agosto 1936 ore 15:30
| Pos.    | Nazione       | Atleti                                                                  | Tempo  |
| ------- | ------------- | ----------------------------------------------------------------------- | ------ |
| Oro     | Giappone      | Masanori Yusa Shigeo Sugiura Masaharu Taguchi Shigeo Arai               | 8'51"5 |
| Argento | Stati Uniti   | Ralph Flanagan John Macionis Paul Wolf Jack Medica                      | 9'03"0 |
| Bronzo  | Ungheria      | Árpád Lengyel Oszkár Abay-Nemes Ödön Gróf Ferenc Csik                   | 9'12"3 |
| 4       | Francia       | Artem Nakache Christian Talli René Cavalero Jean Taris                  | 9'18"2 |
| 5       | Germania      | Werner Plath Wolfgang Heimlich Hermann Heibel Helmuth Fischer           | 9'19"0 |
| 6       | Gran Bretagna | Mostyn Ffrench-Williams Romund Gabrielsen Bob Leivers Norman Wainwright | 9'21"5 |
| 7       | Canada        | Munroe Bourne Bob Hamerton Robert Hooper Bob Pirie                      | 9'27"5 |
| 8       | Svezia        | Björn Borg Sten-Olof Bolldén Sven-Pelle Pettersson Gunnar Werner        | 9'37"5 |